# Абу Мансур аль-Матуриди
Имам Абу Мансу́р Муха́ммад ибн Муха́ммад ибн Махму́д аль-Матури́ди ас-Самарканди́ (араб. أبو منصور محمد بن محمد بن محمود الماتريدي السمرقندي‎; 
(852-944) исламский мыслитель, основатель и эпоним одной из школ калама — матуридизма, которая оказала значительное влияние на развитие суннитской теологии, особенно среди последователей ханафитского мазхаба. Его учение сочетает рационализм и приверженность текстам откровения, что сделало его одной из самых авторитетных фигур в исламской теологии. Аль-Матуриди сыграл ключевую роль в систематизации исламской теологии, опираясь на разум для объяснения сложных вопросов веры и религиозных практик. Он родился в 852 году в деревне Матурид, расположенной вблизи города Самарканд, который в тот период был одним из крупных культурных и научных центров исламского мира. Этот регион был известен своими высокоразвитыми образовательными традициями. В Самарканде Имам получил образование, став одним из самых влиятельных теологов своего времени, чьи работы оказали значительное влияние на развитие исламской теологии.
Его доктринальная школа остается одной из трёх основных школ теологии наряду с ашаризмом и асаризмом.

## Биография
Абу Мансур аль-Матуриди родился в селении Матурид близ Самарканда. Ханафитскому фикху и другим религиозным дисциплинам обучался в Самарканде. Впоследствии аль-Матуриди сам преподавал фикх и калам. О его жизни известно очень мало, ханафитские табакаты упоминают о нём лишь мимоходом. Из этих источников известны имена его учителя Абу Насра аль-Ийяди и нескольких близких учеников. Лишь в «Табсират аль-адилла» Абу-ль-Муина ан-Насафи (ум. 1114) содержится детальная информация о трудах и учении аль-Матуриди, а также сведения о его современниках и учениках.
Согласно ан-Насафи, аль-Матуриди состоял в кружке учеников упомянутого известного исламского богослова Абу Насра аль-Ийяди. Вместе с ним в это же время обучались Абу-ль-Касим аль-Хаким ас-Самарканди, Абу Бакр Мухаммад ибн аль-Йаман ас-Самарканди и Абу Салама Мухаммад ибн Мухаммад. Другим его учителем был Абу-ль-Хасан ар-Рустугфани (Рустагфани), автор трудов «Иршад аль-мухтади» и «Китаб аз-заваид ва-ль-фаваид». Известно, что аль-Матуриди и ар-Рустугфани диспутировали о том, как судить о человеке, который при попытке установить истинное положение дел, сбился с правильного пути в результате своего иджтихада (самостоятельного умозаключения). Первый посчитал, что такой иджтихад является неправильным, а второй аргументировал тем, что умозаключение будет правильным вне зависимости от того, установил ли он этим самым истинное положение дел или нет.
Все источники называют датой смерти аль-Матуриди 332 либо 333 год хиджры (940 год). Многие при этом упоминают о том, что он умер чуть позднее Абу-ль-Хасана аль-Ашари. Его могила находится на кладбище учёных в районе Чокардиза (Йакардиза) в Самарканде. Согласно аль-Кураши, тело аль-Матуриди покоится в тюрбе под названием Турбат аль-Мухаммадин, где похоронено более 400 мусульман с именем Мухаммад.

## Наследие
На ряд вопросов калама аль-Матуриди и его последователи давали ответы в том же духе, что и ашариты, отдавая предпочтение рационалистическому истолкованию священных текстов: они считали Коран извечным в отношении его смысла и возникшим во времени в отношении словесного выражения этого смысла, считали, что праведники могут лицезреть Аллаха в потустороннем мире, не уточняя характера этого лицезрения, что все человеческие действия творятся Богом, а человек лишь присваивает (кясб) их себе благодаря воле и способности, что сущностные атрибуты Аллаха (знание, могущество и др.) реальны и извечны. Но в отличие от ашаритов аль-Матуриди признавал извечность не только сущностных атрибутов Бога, но и извечность атрибутов действия; как и мутазилиты считал, что у человека есть свобода воли, в том числе — выбора между двумя противоположностями, что вера заключается в словесном признании Аллаха, а не в соблюдении религиозных обрядов.
Учение аль-Матуриди распространилось среди ханафитов Мавераннахра.
Абу Мансур аль-Матуриди преуспел в диспутах, которые вёл с представителями различных мазхабов как из самого Самарканда, так и из его окрестностей. Он вступал в дискуссии с каррамитами, шиитами и мутазилитами, посвятив опровержению их взглядов один из своих трудов.

## Труды
Труды аль-Матуриди можно разделить на следующие категории:
1. Труды по каламу и искусству диспутов.
2. Труды по усулю.
3. Труды по тафсиру и кораническим наукам.
4. Труды о распоряжениях (васайа) и обращении к Аллаху (мунаджа)[9].

Из сочинений аль-Матуриди известны, в частности:
- «Та'вилят аль-Куръан» (араб. تأويلات القرآن‎) — комментарий к Корану. Другое название книги: "Та'вилят ахль ас-Сунна"   تأويلات أهل السنة , но более известная как "Тафсир Матуриди تفسير الماتريدي". В 2019 г. в казанском издательстве "Хузур" вышел русскоязычный перевод избранных глав книги. В 1981 г. в издательстве «Islamic Foundation Bangladesh» вышел английский перевод избранных глав книги под названием «An introduction to al-Maturidi's Taʼwilat Ahl al-Sunna». Переводчик Мухмммад Мустафизур Рахман. В 2021-2023 гг. вышел полный перевод на тур.яз. в 18-ти томах в издательстве «Ensar Neşriyat». 17 томов+1 том добавочный (содержание и указатель). Переводчики Мехмед Эрдоган и проф. Бекир Топалоглу. В 2005 г. в издательстве "Mizan" вышел перевод в четырех томах на тур.яз. (переводчик Ахмед Ванлиоглу).
- «Шарх аль-фикх аль-акбар» (араб. شرح الفقه الأكبر‎) — толкование трактата «Аль-фикх аль-акбар» Абу Ханифы[6]. В 2014 г. на тур.яз. вышел перевод под названием «İslam İnanç Esasları» в издательстве «İsveç Diyanet Vakfı».
- «Ма'ахиз аш-шара'иг фи усуль фикх» (араб. مآخذ الشرائع أصول الفقه‎) — книга по фикху.
- «Китаб аль-макалат» (араб. كتاب المقالات‎) — книга по каламу.
- «Китаб ат-таухид» (араб. كتاب التوحيد‎ — «Книга о единобожии») — книга, излагающая основы ислама с позиций учения матуридизма. Написана в 940 г. В 2021 г. вышел полный русский перевод книги в Казанском издательстве "Хузур" (переводчик А.Адыгамов). В 2021 г. вышел турецкий перевод Тахира Улучи в издательстве «Ketebe». В 2002 г. проф. Бекир Топалоглу выпустил комментированный перевод на тур.яз. под названием "Kitâbü't-Tevhîd" в издательстве «İslâm araştirmalari merkezi - İSAM Yayınları». Переиздание было осуществлено в 2003, 2005, 2014, 2015, 2016, 2018, 2019, 2020 и 2021 г. В 2021 г. на интернет-портале Azan.kz вышел цикл из 65 уроков на русском языке по книге «Китаб таухид». В 2019 г. вышел англоязычный перевод под названием «The Book of Monotheism» в издательстве «Maturidi Publications». Переводчик Сулайман Ахмед.
- «Радд аваиль аль-адилля» (араб. رد أوائل الأدلة‎) — критика труда «Аваиль аль-адилла» мутазилита Абу-ль-Касима аль-Кааби аль-Балхи[нем.] (886-931 гг.).
- «Баян вахм аль-мутазила» (араб. بيان وهم المعتزلة‎) — критика воззрений мутазилитов.
- «Ар-Радд 'ала усуль аль-карамита» (араб. الرد على أصول القرامطة‎) — критика воззрений карматов.
- «Радд китаб аль-имама ли-ба'д ар-равафида» (араб. رد كتاب الإمامة لبعض الروافض‎) — критика воззрений шиитов[4].
- Радд ат-тахзиб аль-Джадаль رد تهذيب الجدل - опровержение вероубеждения мутазилитов
- Аль-джадаль фи усуль аль-фикхفى أصول الفقه   كتاب الجدل
- Радд аль-усуль аль-хамса رد الأصول الخمسة لأبي محمد الباهلي - опровержение изложения Абу Мухаммедом аль-Бахили пяти принципов вероубеждения мутазилитов.
- Радд вагид аль-фуссак رد وعيد الفساق - опровержение доктрины мутазилитов о том, что все тяжкие грешники из числа мусульман вечно будут гореть в адском огне.

Из них до наших дней в полном объеме сохранились «Та'вилят аль-Куръан» и «Китаб ат-таухид», остальные работы - в сокращенном виде, а также со слов учеников.

## Память

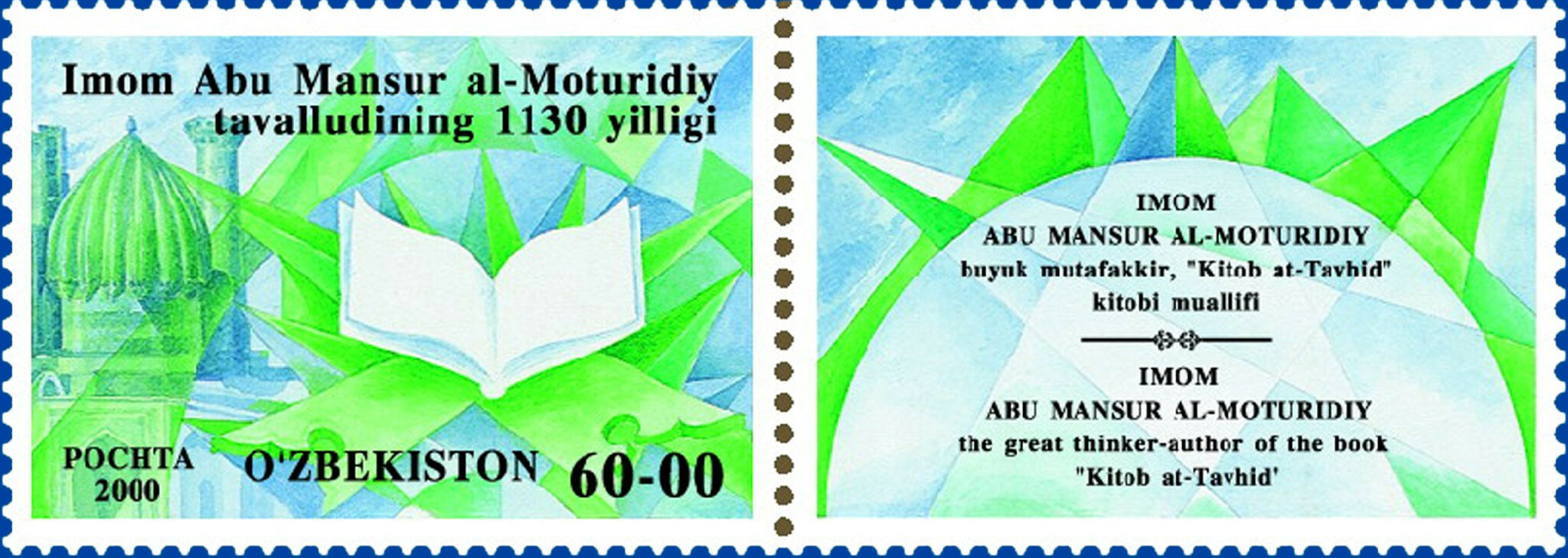
Почтовая марка Узбекистана

В 2000 году в Узбекистане широко отмечалось 1130-летие со дня рождения имама Абу Мансура аль-Матуриди. К этой дате было приурочено издание его трудов, проведение международной конференции и открытие мемориального комплекса на его могиле в Самарканде.